# 南泉寺 (荒川区)
南泉寺（なんせんじ）は、東京都荒川区にある臨済宗妙心寺派の寺院。

## 概要
1616年（元和2年）、大愚宗築によって開山された。大奥老女岡野の口添えにより、3,294坪の土地を境内地として幕府から与えられた。その後、岡野の遺言により30石の寄進を受けた。
宝永元年(1708年)、旗本の明知遠山氏5代の遠山伊清は、戦国時代末期の天正11年（1583年）に森長可によって磔刑に処せられた阿子姫(遠山一行の娘)と二人の老女の供養のためとして境内に「息心庵」を建立し、永代供養料として毎年米3俵を寄進した。

## 墓所
- 仁正寺藩主市橋家
- 明知遠山氏（旗本）
- 岡野 (大奥女中)
- 幕府医師坂家
- 白井光太郎
- 2代松林伯圓（講談師）

## 交通アクセス
- 西日暮里駅より徒歩6分。